# Kodinsk
Kodinsk (en russe : Кодинск) est une ville du kraï de Krasnoïarsk, en Russie, et le centre administratif du raïon Kejemski. Sa population s'élevait à 15 876 en 2013.

## Géographie
Kodinsk est située à 10 km de la rive gauche de la rivière Angara, à 735 km au nord de Krasnoïarsk.

## Histoire
La ville fut créée en 1977 sous le nom de Kodinskoïe (Кодинское) pour les besoins de la construction de la centrale hydroélectrique de Bogoutchanskaïa. Elle reçut le statut de commune urbaine en 1978 et celui de ville en 1989.

## Population
Recensements (*) ou estimations de la population
| 1979* | 1989*  | 2002*  | 2010*  | 2012   | 2013   |
| ----- | ------ | ------ | ------ | ------ | ------ |
| 3 596 | 14 050 | 14 746 | 14 830 | 15 651 | 15 876 |